# MV Agusta 125 Monoalbero Corsa
La 125 Monoalbero Corsa è una motocicletta da competizione costruita dall'MV Agusta dal 1952 al 1958.
Ideata per sostituire l'invecchiata 125 due tempi da competizione e contemporaneamente sfidare la Mondial 125 Monoalbero quale moto per i piloti privati, la Monoalbero Corsa fece il suo esordio al Salone di Milano 1952.
Nelle sue soluzioni tecniche, la moto riprende la ottavo di litro che in quella stagione aveva conquistato il Campionato del Mondo con l'inglese Cecil Sandford: unica differenza il comando della distribuzione, monoalbero anziché bialbero. Due le versioni presentate: una dalle forme motociclistiche, e uno scooter (in realtà una sorta di moto, con ruote da 12" e una luce di pochi centimetri tra serbatoio e cannotto di sterzo).
Nelle prime tre stagioni del motomondiale con piloti "privati", dal 1953 al 1955, la "Monoalbero" riuscì a conquistare svariati punti, senza tuttavia poter impensierire le ben più potenti "Bialbero". Nel 1955 venne omologato il kit per la versione "bialbero".
Nei campionati nazionali, invece, si fece subito notare, dividendosi equamente con la concorrente Mondial, il monopolio delle griglie di partenza di tutta Europa: nel solo 1953 vinse 66 gare e il campionato inglese.
A quelle prime vittorie, seguirono altre decine di affermazioni negli anni successivi, nonostante alcuni problemi di affidabilità, dovuti a perdite d'olio dal castelletto della distribuzione e, soprattutto, alle frequenti rotture delle molle valvole che mal sopportavano gli alti regimi di rotazione. Tale inconveniente poteva essere ovviato montando le molle della versione "Bialbero", di migliore qualità, ma particolarmente difficili da reperire sul mercato.
Tra le tante vittorie, va segnalata quella di un appena diciassettenne pilota britannico, Mike Hailwood, che sulla monoalbero di Cascina Costa, il 10 giugno 1957, a Blandford, ottenne il primo successo di una lunghissima serie.
Nel 1957 la monoalbero visse una seconda giovinezza, quando fu omologata come derivata di serie, imponendosi facilmente in questa categoria.
La produzione cessò nel 1958, dopo circa 200 esemplari costruiti, quasi tutti nella versione a ruote alte, poiché le gare di velocità per scooter erano state abolite alla fine del 1953.
L'albo d'oro riporta 399 vittorie, 4 campionati italiani e 10 esteri.

## Fonti
- Gian Pio Ottone, Primatista mondiale - Motociclismo d'Epoca - 6/2003, Edisport, Milano
- Roberto Patrignani, MV Agusta 125 Monoalbero - Legend Bike - 2/1993, Gruppo B Editore